# Eletrólito
Um eletrólito pode ser definido como uma substância que, em solução aquosa, é capaz de formar íons positivos — os cátions, e íons negativos — os ânions. Dessa forma, quando estão dissolvidos, os eletrólitos formam soluções que são condutoras de corrente elétrica e, por isso, podem ser considerados condutores de eletricidade. De modo geral, podemos representar a formação de uma solução de eletrólitos a partir dessa equação genérica: 
AB ⇔ A+ + B-
O KCℓ (cloreto de potássio) pode ser citado como exemplo de um eletrólito:
KCℓ ⇔ K+ + Cℓ-

## Eletrólito forte e eletrólito fraco
Eletrólitos fortes são aquelas substâncias que, no meio, estão presentes na forma de íons em sua quase totalidade. Existem três tipos principais de solutos que se classificam como eletrólitos fortes, são eles os ácidos fortes e bases fortes e compostos iônicos solúveis.
O hidróxido de sódio, usualmente chamado soda cáustica, pode ser classificado como eletrólito forte:
NaOH ⇔ Na + + OH -
Eletrólitos fracos são as substâncias que, no meio, possuem a maior parte de suas moléculas inalteradas, ou seja, são substâncias que estão incompletamente ionizadas. Um exemplo de eletrólito fraco é o ácido etanóico, usualmente chamado ácido acético:
CH3COOH ⇔ H+ + CH3CO2-
De forma geral, eletrólitos fortes e fracos diferenciam-se a partir de sua capacidade de condução de corrente elétrica. Eletrólitos fortes são melhores condutores em relação aos eletrólitos fracos.

## Eletrólito potencial
É aquele eletrólito que não apresenta íons, ou seja, é constituído por unidades estruturais denominadas moléculas. Os íons são formados pela adição de um solvente polar como, por exemplo, a água.
HCN(aq) ⇔ H+(aq) + CN-(aq)

## Eletrólito intrínseco
É  o eletrólito que já apresenta íons, porém, fortemente ligados formando um conjunto iônico sólido e cristalino. Os íons são liberados por fusão ou por adição de um solvente polar.
NaCℓ(fundido) ⇔ Na+(fundido) + Cℓ-(fundido)
NaCℓ(aquoso) ⇔ Na+(aquoso) + Cℓ-(aquoso)
Não-eletrólito: Se o composto não dissocia em solução. Por exemplo a glicose, etanol, sacarose etc. 

## Solução eletrolítica
É a solução que contém os íons livres derivados do eletrólito. Quando o eletrólito dissocia parcialmente, estes ions coexistem em equilíbrio com este eletrólito. Devido a existência de íons livres, a solução eletrolítica tem a capacidade de conduzir a corrente elétrica.
- Solução eletrolítica aquosa é aquela cujos íons foram solvatados pela água.
- Solução eletrolítica ígnea é aquela cujos íons foram liberados por aquecimento (processo de fusão).